# Túnel de Bruce
El túnel de Bruce forma parte del estanque de coronación del canal del Kennet y del Avon, y está situado entre la esclusa superior de Wootton y las de Crofton en Wiltshire, Inglaterra. Concluido en 1809, tiene una longitud de 502 yardas (459 m).

## Historia
El túnel leva el nombre de Thomas Brudenell-Bruce, 1.º conde de Ailesbury (1729-1814), el terrateniente local que, cuando se estaba construyendo el canal, no permitió que se realizara una profunda trinchera a través de sus tierras, e insistió en que se ejecutara un túnel en su lugar.
En el extremo del túnel figura una placa que conmemora su construcción:
| La Compañía del Canal del Kennet y del Avon Inscribe este TÚNEL con el Nombre de BRUCE En Testimonio de Gratitud por el apoyo constante y eficaz de El Muy Honorable THOMAS BRUCE CONDE de AILESBURY y de CHARLES LORD BRUCE su Hijo a través de todo el Progreso de esta gran Obra Nacional por la que se abrió una comunicación directa por Agua entre las Ciudades de LONDRES y BRISTOL AÑO DEL SEÑOR DE 1810 |

El túnel tiene sus bocas construidas con ladrillos rematados con piedra de Bath, cada uno con una placa decorativa de piedra de Pennant. La construcción se inició en 1806 y terminó en 1809. Está revestido con ladrillos de aparejo inglés, y dispone de un gran diámetro para permitir el paso de las barcazas del tipo 'Newbury Barge' utilizadas en el canal.
No existe un camino de sirga a lo largo del túnel, por lo que los peatones y los ciclistas que recorren el trazado del canal deben circular por la cima de la colina. Cuando todavía se remolcaban con caballos las barcazas por el canal, los barqueros tenían que arrastrarlas a mano a través del túnel, tirando de unas cadenas fijadas en las paredes interiores.
El túnel se halla a unas 1,3 millas (2 km) al norte del pueblo Burbage. Al norte se encuentra el bosque de Savernake, que está abierto al público con senderos, caminos y lugares para hacer picnic, por lo que también se conoce como el túnel de Savernake.
La Línea Principal del Great Western entre Paddington y Penzance cruza el túnel en diagonal. Las dos bocas se pueden ver desde los trenes que pasan junto al canal.